# Доэрти, Кевин
Кевин Доэрти (англ. Kevin Doherty; род. 6 ноября 1958, Торонто) — канадский дзюдоист, 8-кратный чемпион Канады, призёр Панамериканских игр, чемпионатов Панамерики и мира, участник двух Олимпиад.

## Карьера
Выступал в лёгкой (до 71 кг) и полусредней (до 78 кг) весовых категориях. Чемпион Канады 1979-1988 годов. В 1979 году стал серебряным призёром Панамериканских игр в Сан-Хуане (Пуэрто-Рико). Выиграл серебро Панамериканского чемпионата 1982 года в Сантьяго (Чили). Бронзовый призёр чемпионата мира 1981 года в Маастрихте.
На летних Олимпийских игр 1984 года в Лос-Анджелесе Доэрти занял 7-е место. На следующей Олимпиаде в Сеуле стал пятым.